# Observatoire de Super-Cannes
L'observatoire de Super-Cannes ou de la Californie est une tour d'observation érigée en 1925 pour la Société immobilière de Paris et du littoral puis transformée en 1953 sur les plans de l'architecte cannois Georges Sauvan au sommet du massif de la Californie dans le quartier du même nom à Cannes.

## Tour provisoire
Dans l'attente de la construction du belvédère et du tea-room prévue autour du château d'eau, la Société immobilière de Paris et du littoral, initiatrice du projet de lotissement de Super-Cannes, fait ériger en 1925, au-dessus de la gare d'arrivée du futur funiculaire, une tour d'observation en bois constituée de deux plateformes rectangulaires superposées, protégées de garde-corps en croisillons, supportées par des poteaux obliques et accessibles par un escalier extérieur en trois volées périphériques. La Société immobilière n'ayant pu faire aboutir son projet, notamment hôtelier, dont le rapport devait amortir les travaux d'aménagement du domaine résidentiel, le provisoire dure près de trente ans.

## Nouvel édifice

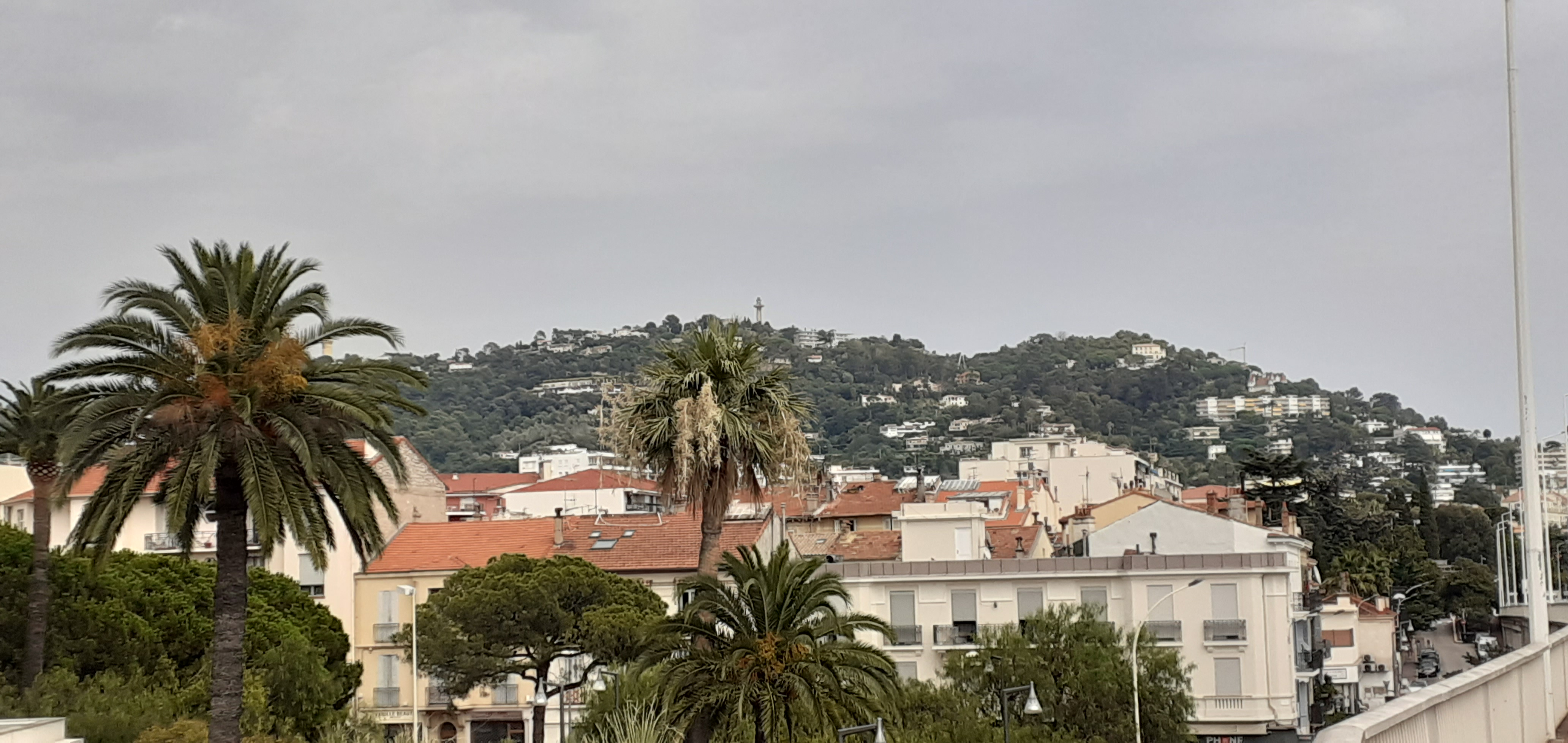
Vue sur l'observatoire au centre sur la crête et dominant Cannes

En 1953, la tour en bois est finalement remplacée par un nouvel édifice conçu dans l'esprit du mouvement moderne par l'architecte cannois Georges Sauvan. Le nouvel observatoire est constitué d'un pylône cylindrique en béton armé conforté par un contreventement sur quatre côtés et surmonté par une terrasse périphérique de forme polygonale, d'un lanterneau sur deux niveaux et d'une antenne. L'accès à la terrasse se fait par un ascenseur installé à l'extérieur du fût face à la mer et offrant durant la montée une vue panoramique. Avec l'arrêt de l'exploitation du funiculaire qui amenait les visiteurs et de celle du restaurant qui les accueillait, l'observatoire n'est finalement plus fréquenté et finit par être désaffecté en 1986.

## Nouveau propriétaire
En 1989, les 24 000 mètres carrés de terrains supportant les installations de l'observatoire, du restaurant, de la ligne du funiculaire et de ses deux gares sont acquis par l'intermédiaire de la Société immobilière Large Vue Crissier (devenue Large Vue Maxilly) établie en Suisse, par la famille de l'émir d'Abou Dabi, Khalifa ben Zayed Al Nahyane. Un permis de construire pour l'édification d'une villa de 1 200 mètres carrés reliée à la gare de départ du funiculaire par une voie privée  est accordé en 1993 et annulé en 1994 par le tribunal administratif, la voie empiétant sur le domaine public.
Le site est dès lors laissé à l'abandon,.

## Protection du patrimoine
L'observatoire de Super-Cannes situé 6-8 avenue de la gare du funiculaire dans le quartier cannois Californie - Pezou est inscrit depuis 2001 à l'inventaire général du patrimoine culturel au titre du recensement du patrimoine balnéaire. Il est également labellisé « Patrimoine du XXe siècle »  par la commission régionale du patrimoine et des sites de Provence-Alpes-Côte d'Azur du 28 novembre 2000.

### Galerie

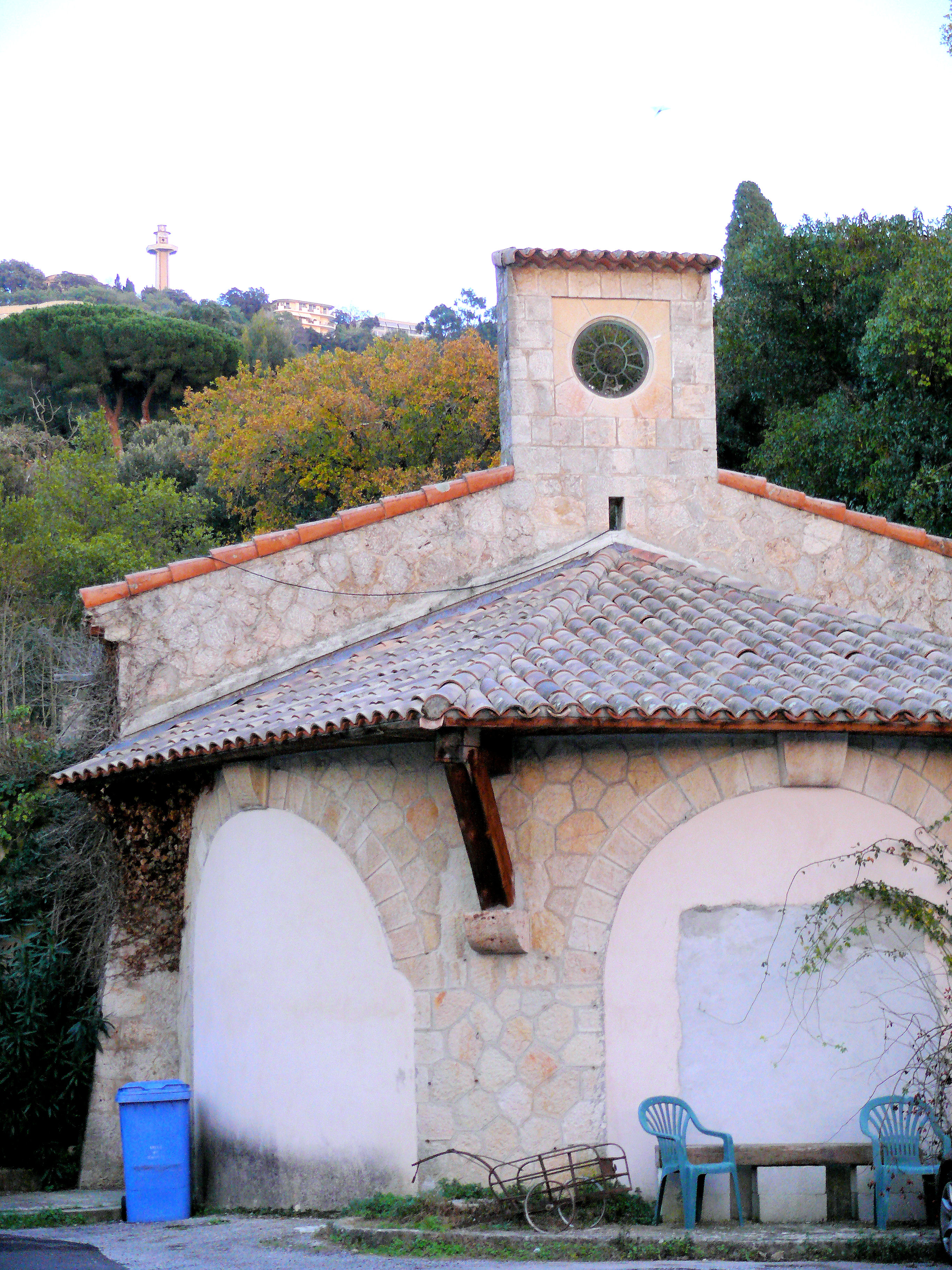
La gare de départ du funiculaire au pied de la Californie et l'observatoire dans le lointain.
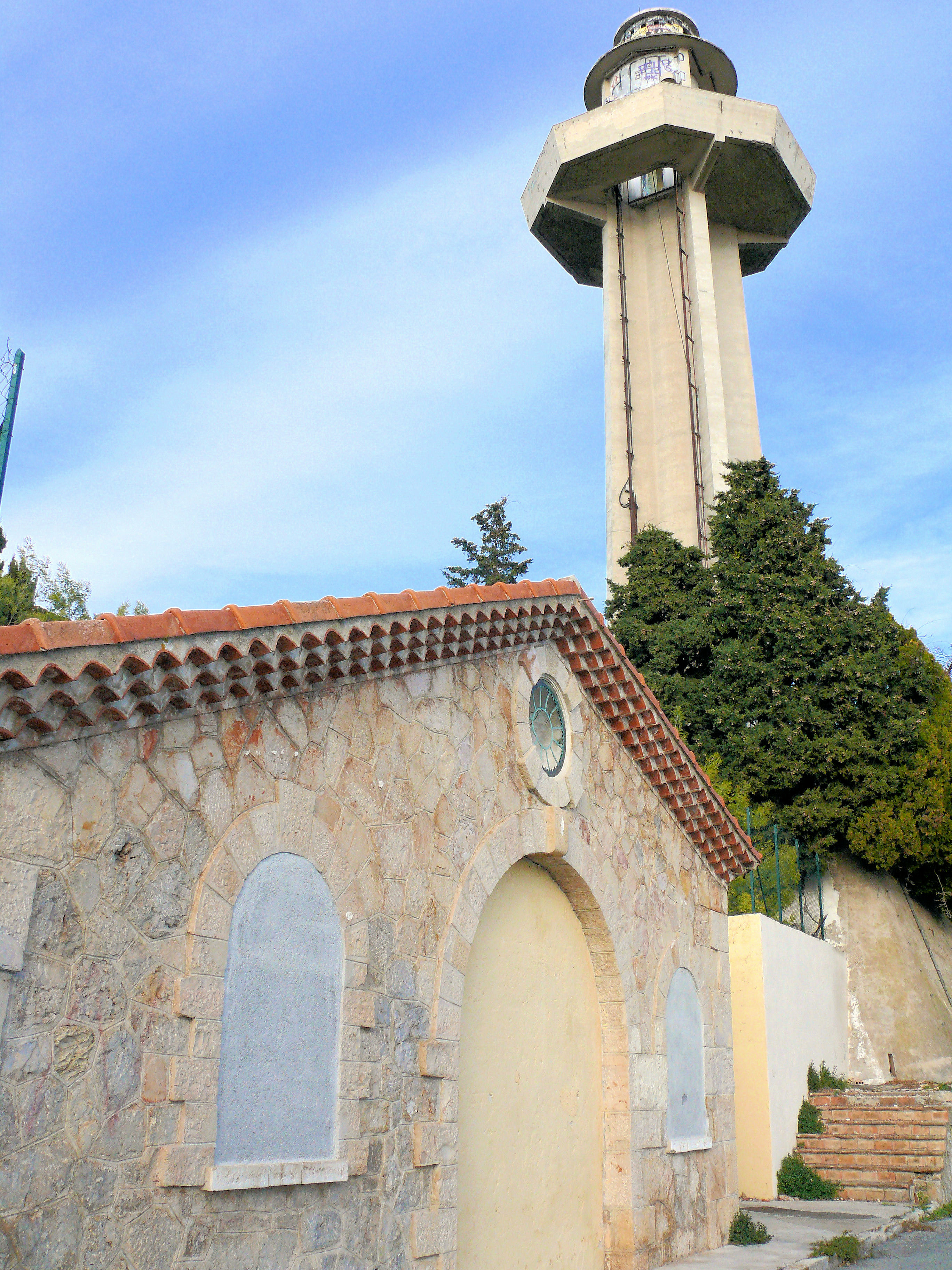
Le pylone de l'observatoire dominant la gare d'arrivée.
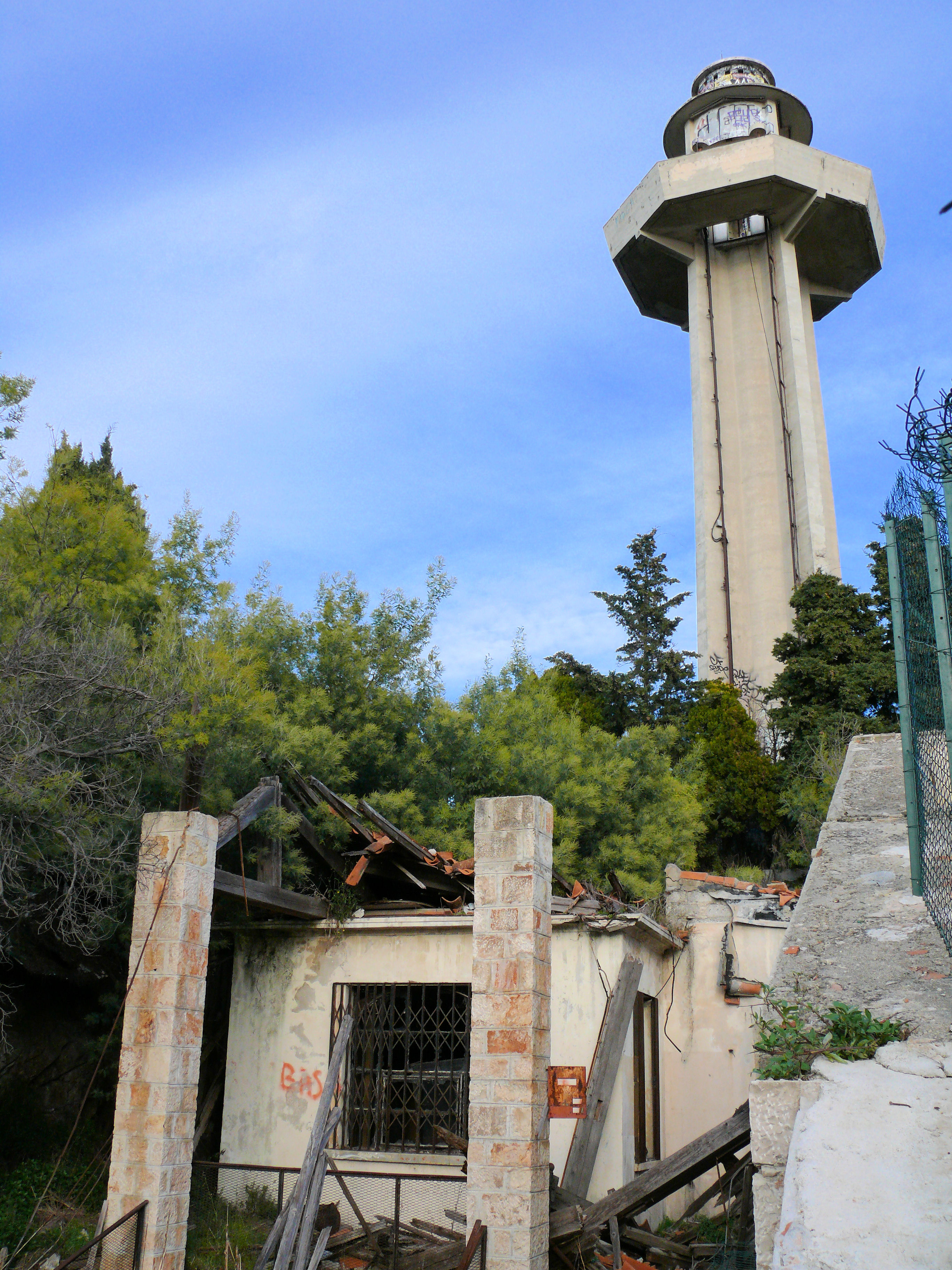
Le pylone de l'observatoire depuis l'arrière en ruine de la gare d'arrivée.
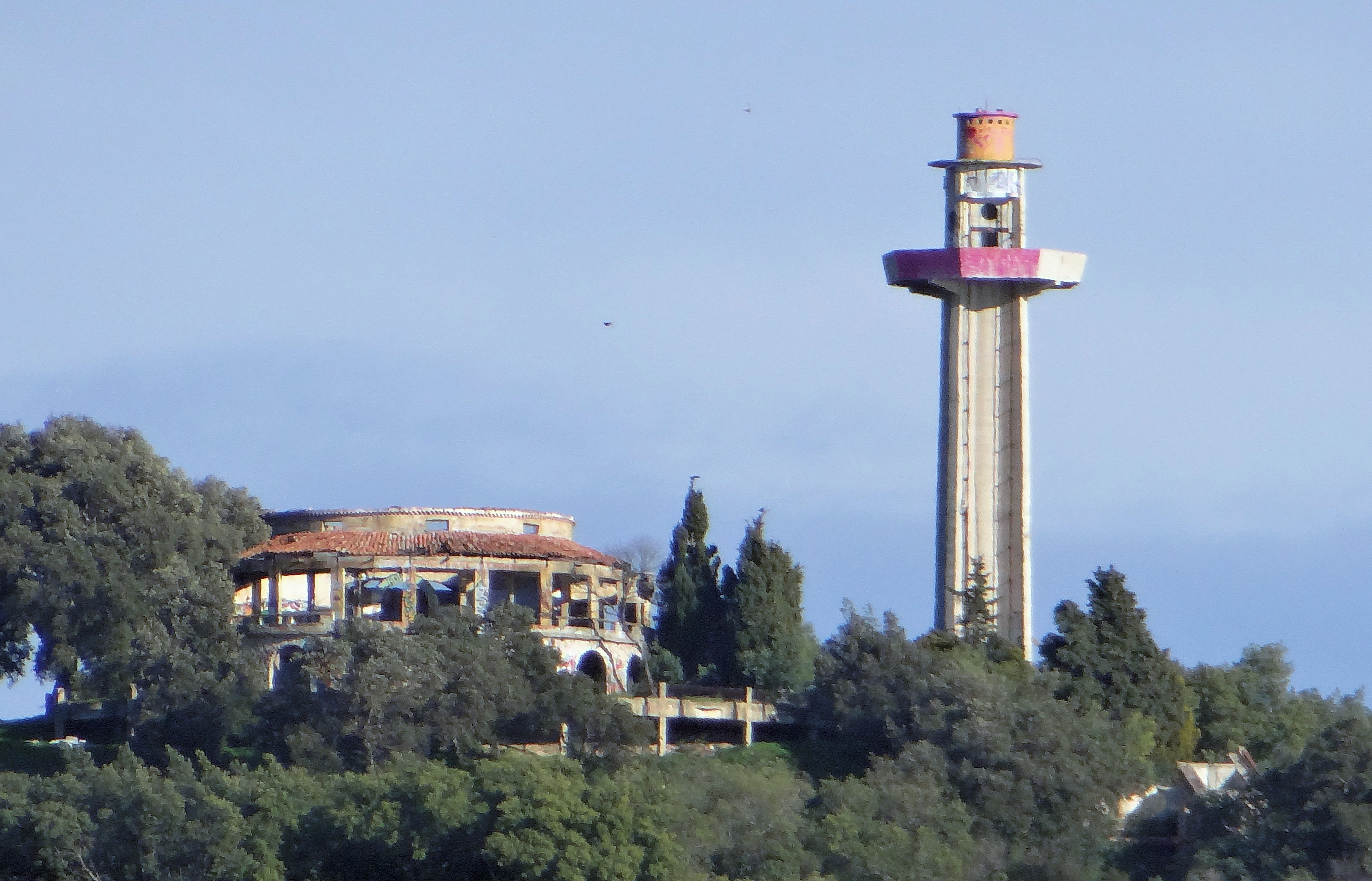
Vue sur l'observatoire et le restaurant en ruines.
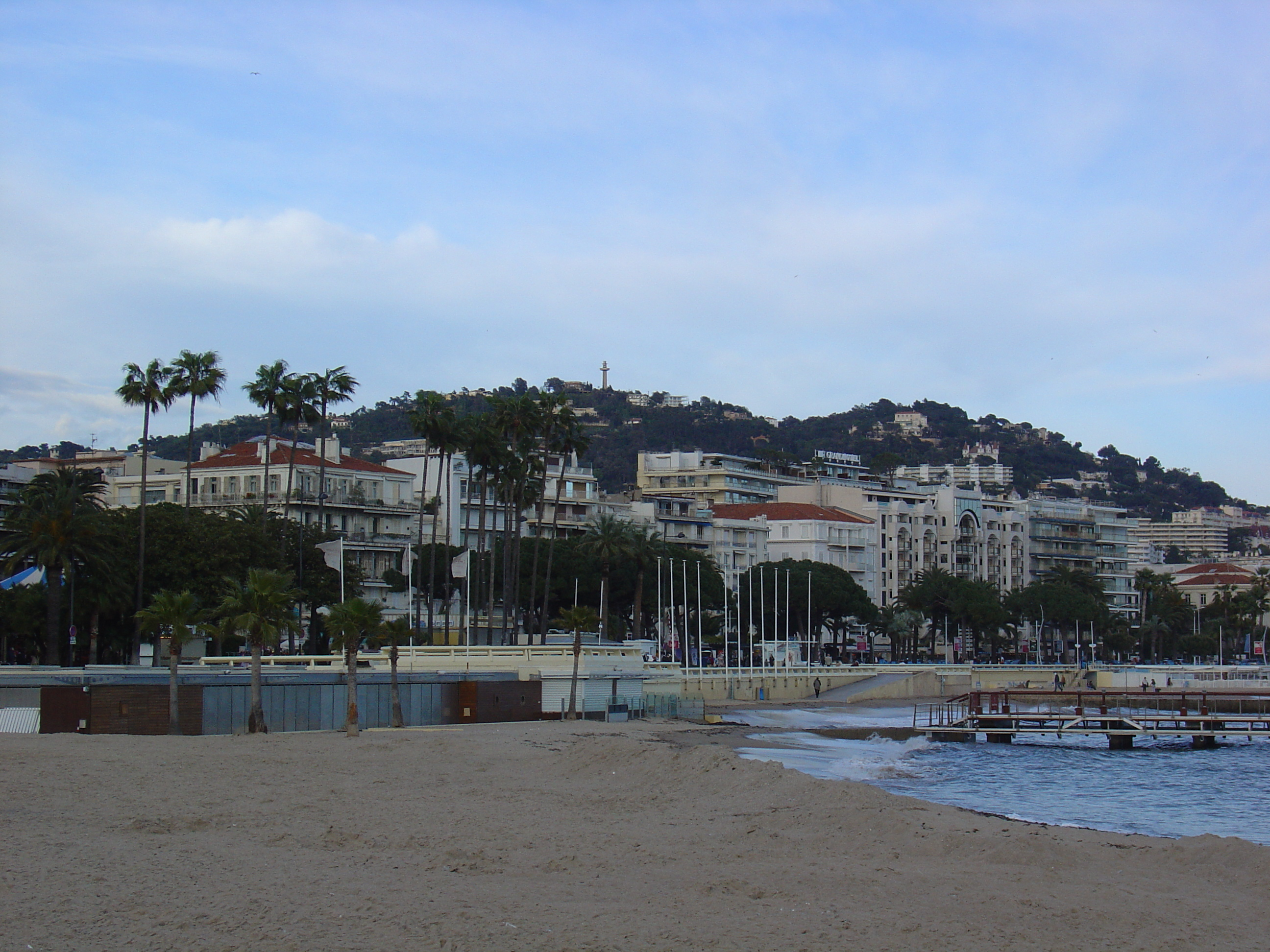
Vue sur le massif de la Californie avec au sommet l'observatoire de Super-Cannes depuis la Croisette.
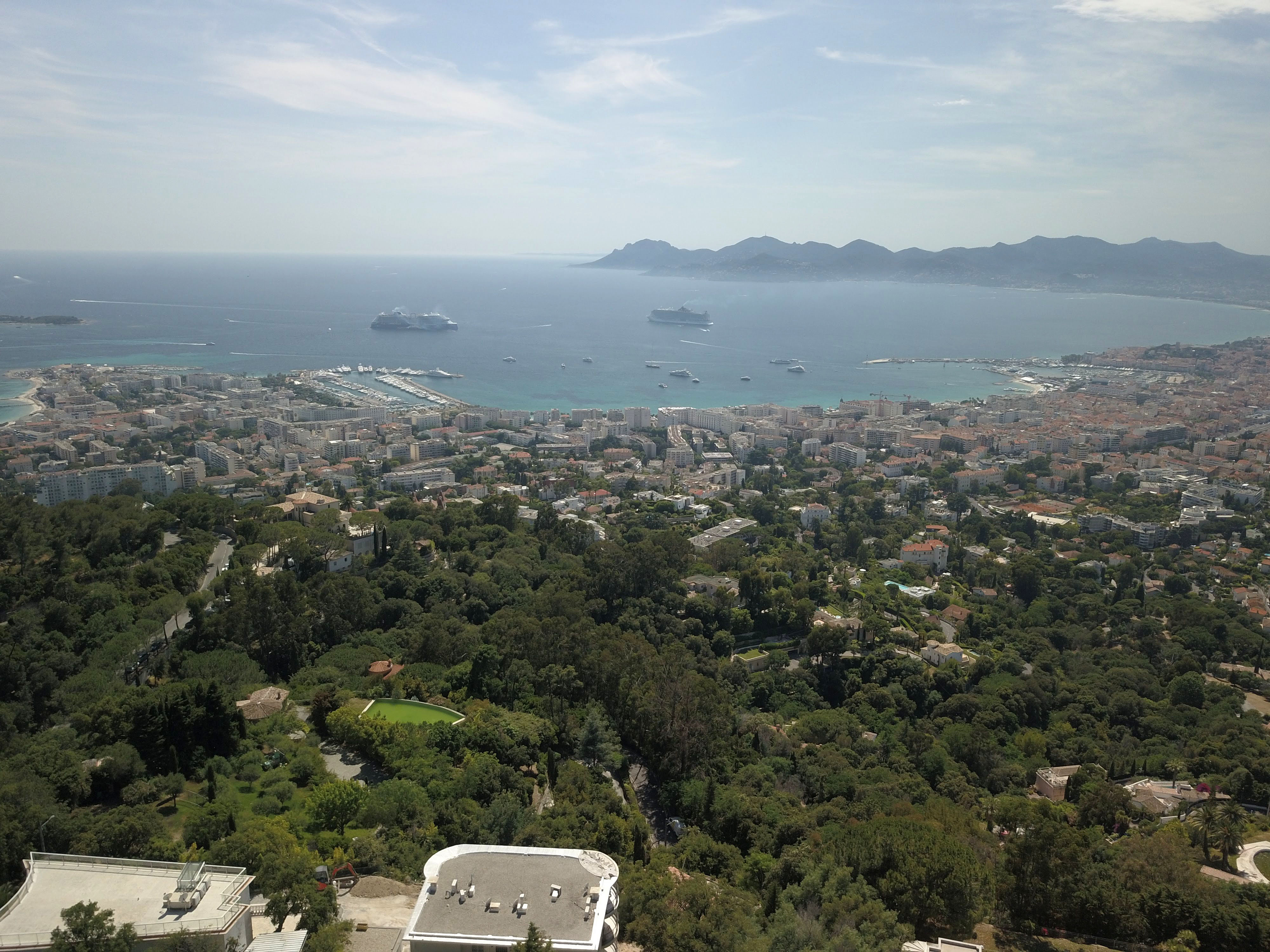
Vue de la Baie de Cannes et les massifs de l'Esterel et du Tanneron depuis l'observatoire de Super-Cannes.